# “双减”政策

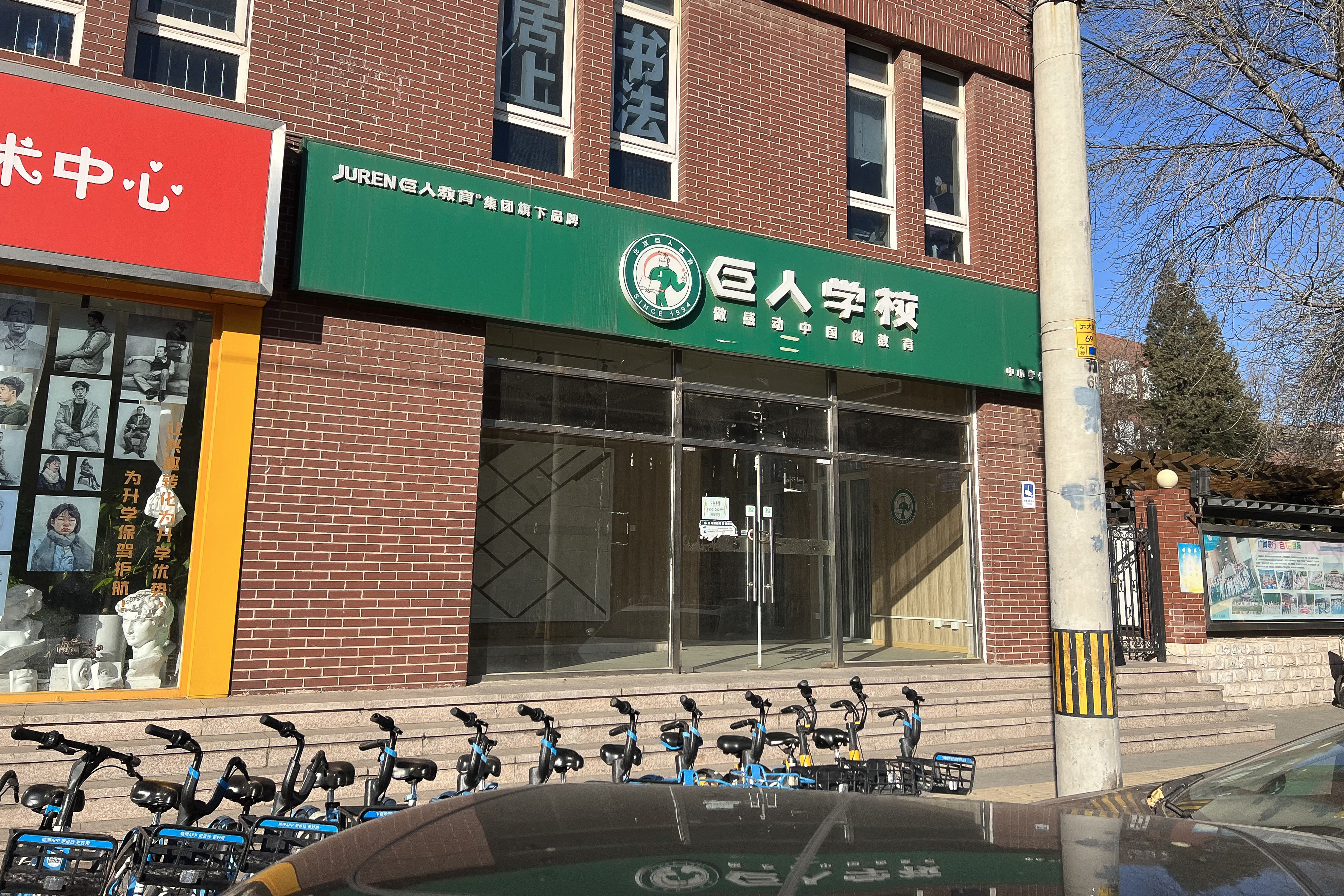
中国人民大学附属中学二分校旁一间已退租的培训机构

「双减」政策指“减轻义务教育阶段学生作业负担、减轻校外培训负担”，是中華人民共和国出臺於2021年的教育政策。
2021年7月，中共中央办公厅、国务院办公厅根据中共中央总书记习近平的指示，印发《关于进一步减轻义务教育阶段学生作业负担和校外培训负担的意见》并提出「双减」政策。该政策提出，对于义务教育，要压减作业总量、时长，减轻过重作业负担，提升学校课后服务水平，满足学生多样化需求。对于校外培训，则规定面向义务教育阶段学生的现有学科类培训机构统一登记为非营利性机构，线上学科类机构改为审批制，学科类培训机构一律不得上市融资，严禁资本化运作，不得占用国家法定节假日、休息日及寒暑假期组织学科类培训。中華人民共和国各地方政府根据中央的要求，还提出了更详细的政策。
该政策嚴重打擊中國大陆私人教育行業。2024年，为了应对經濟困境，增加就業機會，中華人民共和国政府逐步放寬對私人輔導機構的監管。

## 背景和前奏
1955年，當時的中華人民共和國教育部出台了中華人民共和國第一个减负文件《关于减轻中小学生过重负担的指示》。之后1964年、1978年、1988年、1994年、2000年、2004年、2010年均有減負令出台。
根据中国青少年研究中心少年儿童研究所的研究，‘00后’周末课外补习的时间是‘90后’的3倍，2005年时，填答问卷的少年儿童周末补课时间是0.7小时，到了2015年则增长为2.1小时。
教育部校外教育培训监管司司长撰文表示，如果任由校外教育培训机构快速发展，“将会在国家教育体系之外形成另一个教育体系，存在教育主权旁落风险”，构成国家安全问题。

### 前期政策
2018年2月，教育部等四部门联合印发《关于切实减轻中小学生课外负担开展校外培训机构专项治理行动的通知》。
2018年8月，国务院办公厅发布《规范校外培训机构发展的意见》，要求校外培训机构向当地教育部门备案，也对培训内容、师资、上课时间等做出了要求。
2018年9月，教育部办公厅下发《关于切实做好校外培训机构专项治理整改工作的通知》。
2018年11月，教育部办公厅、国家市场监管总局办公厅、应急管理部办公厅联合拟定了一份《关于健全校外培训机构专项治理整改若干工作机制的通知》，对线上培训机构提出监管要求。
2018年12月，教育部等九部门联合印发文件《教育部等九部门关于印发中小学生减负措施的通知》。文件要求规范校外培训机构的管理，其中包括不得进行超标培训，不得聘用在职中小学教师，不得与学校教学时间相冲突，且结束时间不得晚于20:30；文件还要求学校整治办学行为，其中包括进行平行分班，不得超纲教学，不得对学生考试成绩进行排名，严格管理作业数量与时间，施行弹性离校等措施。

## 政策出臺

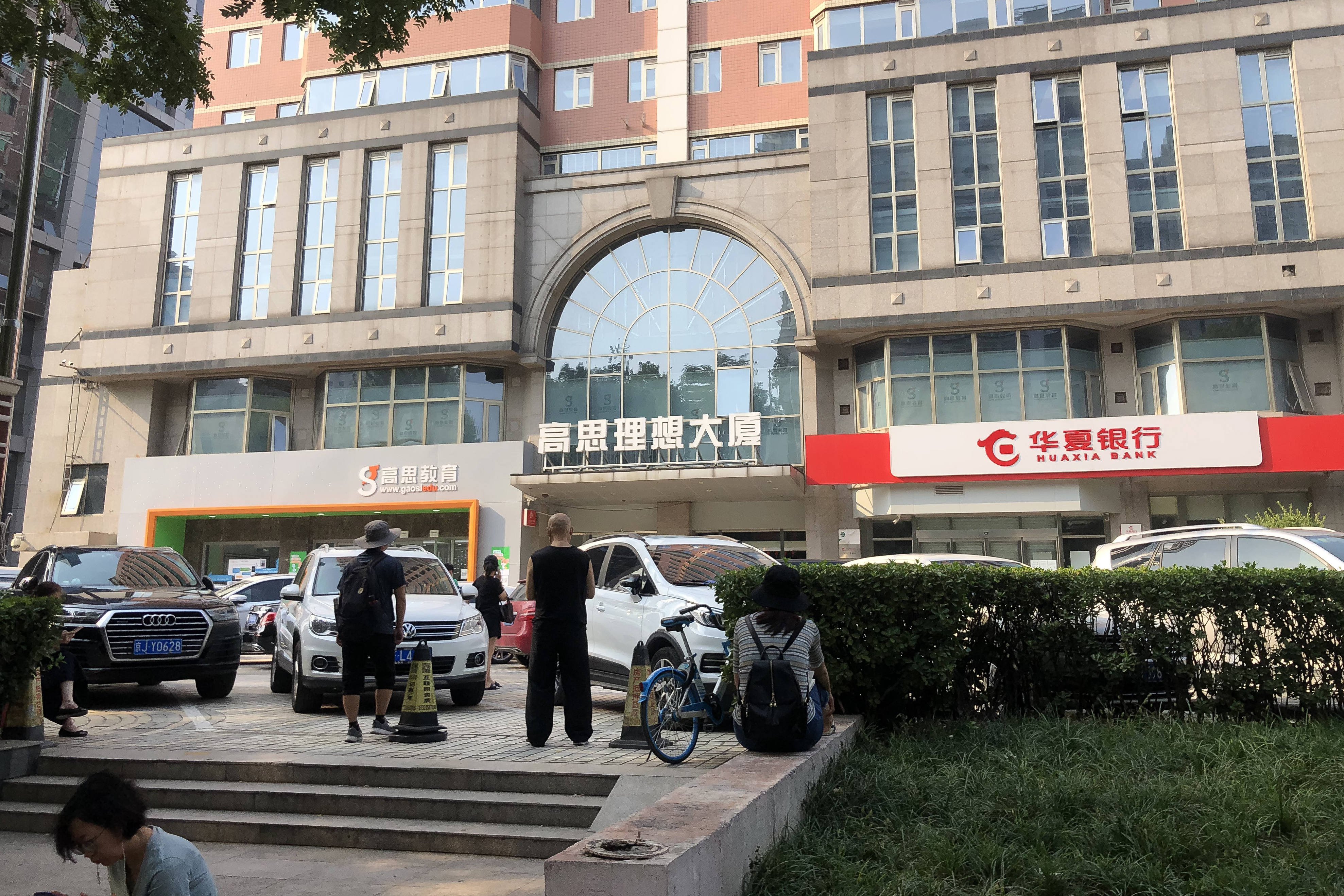
位于北京海淀黄庄的理想大厦曾被高思教育冠名（摄于2020年9月）

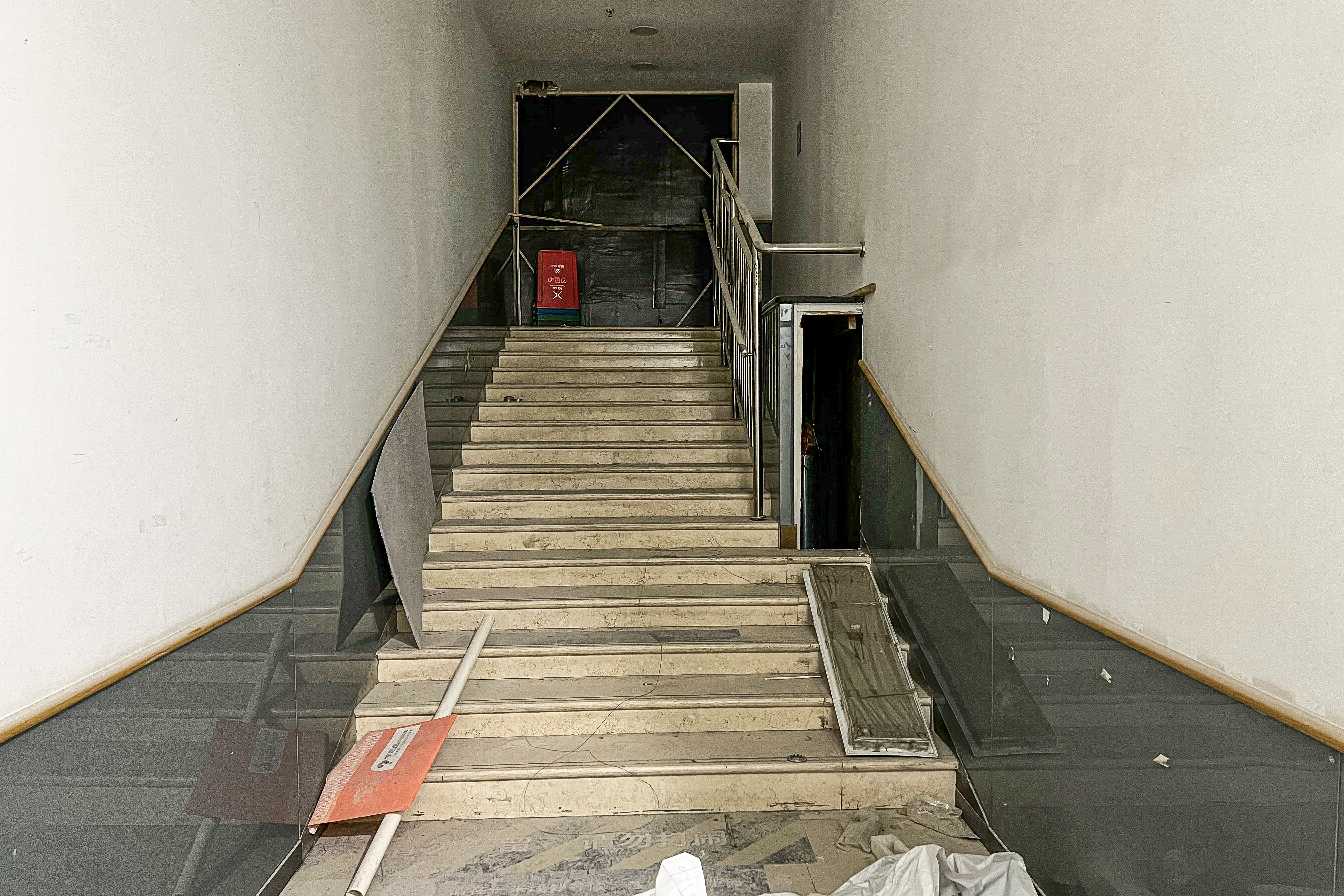
位于北京海淀黄庄银网中心二层的学而思培优原址，现已废弃

2021年5月，中共中央总书记习近平主持召开中央全面深化改革委员会第十九次会议，审议通过了《关于进一步减轻义务教育阶段学生作业负担和校外培训负担的意见》。习近平在北京向教育部官员发出简短指示，希望对民营教培行业进行改革。教育部随后起草了计划，其中包括对义务教育阶段学生的课外辅导实施新的限制，但习近平批复表示限制力度太弱。教育部据此扩大了限制范围，把高中阶段的课外辅导也纳入其中，并要求所有的民营教培公司转型，统一登记为非营利性机构。
2021年7月24日，中共中央办公厅，国务院办公厅印发《关于进一步减轻义务教育阶段学生作业负担和校外培训负担的意见》 （页面存档备份，存于），規定：
1. 各地不再审批新的面向义务教育阶段学生的学科类校外培训机构，现有学科类培训机构统一登记为非营利性机构，线上学科类机构改为审批制，学科类培训机构一律不得上市融资，严禁资本化运作，对非学科类培训机构分类制定标准、严格审批；
2. 校外培训机构不得占用国家法定节假日、休息日及寒暑假期组织学科类培训；
3. 培训机构融资及收费应主要用于培训业务，坚决禁止不正当竞争，严禁聘请在境外的外籍人员开展培训活动；
4. 线上培训要注重保护学生视力，每课时不超过30分钟，课程间隔不少于10分钟，培训结束时间不晚于21点；
5. 不得提供和传播“拍照搜题”等软件[15][16]。

2021年7月28日，教育部办公厅印发《关于开展中小学有偿补课和教师违规收受礼品礼金问题专项整治工作的通知》。之後广东將校外培训机构纳入扫黑除恶专项考核，湖北則是扫黄打非办参与整顿校外培訓機構。
2021年8月17日，北京市人民政府新闻办公室举行《北京市关于进一步减轻义务教育阶段学生作业负担和校外培训负担的措施》新闻发布会。8月24日，上海发布《关于进一步减轻义务教育阶段学生作业负担和校外培训负担的实施意见》，表示要从严审批校外培訓機構，严禁校外培訓機構上市融资，学科类校外培训收费纳入政府指导价，學校會引入一些非学科类培训机构进校参与课后服务。
受到「双减」政策影響，自2021年8月以来，猿辅导、作业帮、好未来等培训机构关闭部分地方中心，数万人失業。在往日以“疯狂的黄庄”著称的北京市海淀区海淀黄庄站周边，学科类培训机构也逐渐式微。上海AA英语、艺文教育、绿光少儿教育（成立於2001年，停業前在上海有23家分校）等校外培训机构相繼宣布停业。8月27日，中国大陆英语培训机构爱贝斯总裁攜款失蹤，涉欠工资学费2亿人民币。8月31日，巨人教育宣佈自己经营困难，秋季将无法继续向学员提供教学服务。
2021年8月30日，中華人民共和國教育部召开新闻发布会，提及教师「弹性上下班」、减轻学生作业负担、降低学生考试压力、「双减」任务以及學校不得以任何名义设置重点班、不得违规组织考试，考试结果不排名、不公布學生成績以及以适当方式告知家长学生成績、不得按考试结果调整分班、排座位、贴标籤、小学一二年级不进行纸笔考试、不能随意增减课时、改变难度、调整进度，不得利用课后服务时间讲新课、不允許學校給家长布置或变相布置作业、不允許學校要求家长检查、批改作业、不允許要求学生自批自改作业。
2021年9月6日，国家发改委、教育部、市场监管总局联合发布关于加强义务教育阶段学科类校外培训收费监管的通知。三部门要求义务教育阶段线上和线下学科类校外培训收费属于非营利性机构收费，納入政府指导价管理，由政府制定基准收费标准和浮动幅度，并纳入地方定价目录。各地制定的浮动幅度，上浮不得超过10%，下浮可不限。培训机构在政府制定的基准收费标准和浮动幅度内，确定具体收费标准。
2021年9月6日，中華人民共和國教育部办公厅印发了《中小学生校外培训材料管理办法（试行）》。
2021年9月7日，中華人民共和國教育部表示，所有面向义务教育阶段学生的学科类校外培训机构要在2021年底前變更为非营利性机构。9月8日，中華人民共和國教育部发布《教育部办公厅关于坚决查处变相违规开展学科类校外培训问题的通知》。
2021年9月11日，北京公布首批学科类校外培训机构白名单。
2021年9月14日，教育部、人力资源社会保障部印发《校外培训机构从业人员管理办法（试行）》，劃定培训机构从业人员的11类行为“红线”以及建立从业人员“黑名单”制度。
2021年9月18日，中华人民共和国教育部表示，要將學科類培訓機構從备案制度改為审批制度，並且要在2021年底前完成对已备案的线上学科类培训机构的审批工作。对于通过审批的线上机构，教育行政部门將发放办学许可证。在获得办学许可证及相关证照前，线上机构应暂停新的招生及收费行为。獲得許可證的面向义务教育阶段学生的学科类线上培训机构一律登记为非营利性法人。
截至2021年9月22日，中華人民共和國有10.8万义务教育学校已填报课后服务信息，其中96.3%的学校提供了课后服务；有7743.1万名学生参加了课后服务，学生参加率85%。
2021年10月23日，十三届全国人大常委会第三十一次会议表决通过家庭教育促进法。該法律於2022年1月1日起施行。法律规定，县级以上地方人民政府应当加减轻义务教育阶段学生作业负担和校外培训负担。未成年人的父母或者其他监护人应当合理安排未成年人学习、休息、娱乐和体育锻炼的时间，避免加重未成年人学习负担，预防未成年人沉迷网络。

## 效果
2021年10月25日，中華人民共和國教育部公佈北京、上海、沈阳、广州等地「雙減」效果。北京线下学科类无证机构压减98%，原有各类培训机构压减60%；上海市义务教育学科类培训机构压减21.73%，从业人员减少3.5万人；广州落实学生每天校园体育活动1.5小时以上，每天安排至少30分钟的大课间体育锻炼；成都义务教育学校课后服务覆盖率100%。
「雙減」政策出台一周年後，许多小型教培机构转入地下模式运营。
2024年9月26日，中華人民共和国教育部副部长王嘉毅表示，實施「雙減」以來，义务教育阶段学科类培训机构数量大幅度下降，全国20多万所义务教育阶段学校普遍开展了课后服务，自愿参加课后服务的学生比例由“双减”前的50%左右提升到90%以上。

## 後續
2021年11月初，有知情人士告訴華爾街日報，中华人民共和国政府将向教培公司发放牌照，獲得牌照的公司可以恢复向义务教育阶段的学生提供课外辅导服务，但这些公司必须以非营利方式提供课外辅导，不過可以在其他业务從事盈利活動。受此消息提振，新東方、好未來、高途股價上漲30%-40%。
2021年11月15日，中華人民教育部印发《义务教育阶段校外培训项目分类鉴别指南》，要求各地加强学科类校外培训项目鉴别工作。
2021年11月30日，教育部举行颁证仪式，正式为教育部68人颁发行政执法证，意味着教育部执法权扩大。
2021年12月21日，中華人民共和國教育部召开新闻发布会，介紹「双减」效果。中華人民共和國教育部表示，「雙減」實施後學生的作业总量和时长得到控制。线下校外培训机构压减83.8%，线上校外培训机构压减84.1%。留下的培训机构一部分转为非营利性机构，实行政府指导价。
2022年1月7日，中華人民共和國教育部印发通知，部署各地教育部门做好寒假期间「双减」工作，表示要严防义务教育阶段线下学科类培训机构开班。截至1月初，中國大陸校外培训机构收费平均下降40%。
2022年7月20日至8月30日，中華人民共和國教育部在全国范围内组织开展以“强化培训监管 守护快乐假期”为主题的校外培训“监管护苗”2022年暑期专项行动。其中就包括严查学科类培训。
2022年10月，《国务院关于有效减轻过重作业负担和校外培训负担，促进义务教育阶段学生全面健康发展情况的报告》發佈，國務院表示不再审批新的学科类培训机构。
2022年12月13日，中華人民共和國教育部办公厅等12部门发布关于进一步加强学科类隐形变异培训防范治理工作的意见。意見指出招聘网站、家教网等禁止发布校外培训招聘需求信息，禁止发布面向中小学生的校外培训广告。
2022年12月29日，中華人民共和國教育部等十三部门印发《关于规范面向中小学生的非学科类校外培训的意见》。
2023年7月21日，中華人民共和國教育部和中國消費者協會表示，暑期开展的学科类培训均属违规。
2023年7月26日，全国校外教育培训监管与服务综合平台上线。全国校外教育培训监管与服务综合平台纳入首批10多万家白名单的校外培训机构（含线上、线下和学科、非学科）。
2023年9月，中华人民共和国教育部颁布《校外培训行政处罚暂行办法》，自2023年10月15日起施行 。《办法》規定了校外培训的具體行政处罚，对无证开办的培训机构规定了警告直至10万元以下罚款的法律责任。

## 争议
在「双减」初期，大部分大型补习班线下停止补课，而学生家长因担心孩子成绩，会去寻找那些因隐蔽而没有被查处的小型补习班进行补习。这种情况導致教學費用變得更高。也有外媒推測，除補習外，正統教育也受到了當局的干涉，修改重編教材，尤以英史的文科教育為重災區，可能是為了防止人民接觸先進的思想。
「双减」也打击了經濟信心。公告當天，補教巨頭當日股市總計就消失了人民幣1092億，政策已造成超過300萬人失業，從事傳播、培訓與媒體等相關行業的民營企業家都受創，一些人身家蒸發達90%，另有一些教培機構也出現特殊的現象，改以中國大陆為基地，對西方學生進行幫助，由於教材質量頗高頗受居住在歐美的家庭好評，以澳大利亞為例，一些教培機構已經瞄準澳洲學生教授，合作加強當地教育的競爭力，一些富裕的城市父母索性送孩子出國读书，從而加大了地區與地區之間的差距。
「双减」后期，因监管不到位與動力不足以及緩解就業壓力，地下补习班有所抬頭。政府又開始走回頭路，雖然表面未承認，實際上是默許補習班復甦。歷史研究者則分析，習近平所推動的雙減政策，起自公私立的權力之爭、人們對於仕途壟斷、與長期公平教育缺失的不滿引發，然而雖然大家有改革的動機，整體卻是不可避免充滿矛盾，產業分析師則指出，總的經濟損失則從原先兩、三萬億人民幣的市場，跌至3,100億人民幣。推測之所以會失利，是低估了市場的複雜，加上應試主義與制度影響已久，同時造成新型態的教育不公所導致。而自2022年起，政府已經決定恢復一些补习班，改為特許制度，藝術與體育等也陸續重建中，非學科類的補習活動現已經重回舞台等。象徵著政策的一些突出變化。

## 另見
- 对习近平的公共政策争议
- 台灣教育改革
- 内卷化